# Kendit (plaats)
Kendit is een bestuurslaag in het regentschap Situbondo van de provincie Oost-Java, Indonesië. Kendit telt 5768 inwoners (volkstelling 2010).